# Матеуш Вдовяк
Матеуш Вдовяк (пол. Mateusz Wdowiak, нар. 28 серпня 1996, Краків, Польща) — польський футболіст, атакувальний півзахисник клубу «Ракув».

## Клубна кар'єра
Матеуш Вдовяк народився у місті Краків і є вихованцем місцевого клубу «Краковія». З 2015 року футболіста почали залучати до матчів першої команди клубу. На початку 2017 року Вдовяк до кінця сезону був відправлений в оренду до клубу «Сандеція». Після оренди Вдовяк повернувся до складу «Краковії». У липні 2020 року у фінальному матчі на Кубок Польщі Матеуш Вдовяк за три хвилини до закінчення додаткового часу забив вирішальний гол у ворота «Лехії», чим приніс «Краковії» першу в історії клубу перемогу в національному кубку.
У лютому 2021 року Вдовяк приєднався до клубу «Ракув», з яким виграв срібні нагороди чемпіонату Польщі, а також національний кубок.

## Збірна
У складі молодіжної збірної Польщі Матеуш Вдовяк брав участь у молодіжному Євро, що у 2019 році проходив на полях Італії та Сан-Марино.

## Досягнення
Краковія
- Переможець Кубка Польщі: 2019/20

Ракув
- Чемпіон Польщі: 2022/23
- Переможець Кубка Польщі: 2020/21,[3] 2021/22
- Переможець Суперкубка Польщі: 2021, 2022